# Končinský rybník
Končinský rybník je rybník o rozloze vodní plochy asi 3,5 ha, zhruba obdélníkovitého tvaru o rozměrech asi 300 × 100 m, nalézající se na bezejmenném potoce v polích asi 1 km východně od centra obce Dobříkov v okrese Ústí nad Orlicí. Je součástí soustavy tří rybníků - dalšími jsou Podedvorní rybník a rybník Komora. Zakreslen je již na mapovém listě č. 149 z prvního vojenského mapování z let 1764–1768. 
Rybník je využíván pro chov ryb.

## Galerie

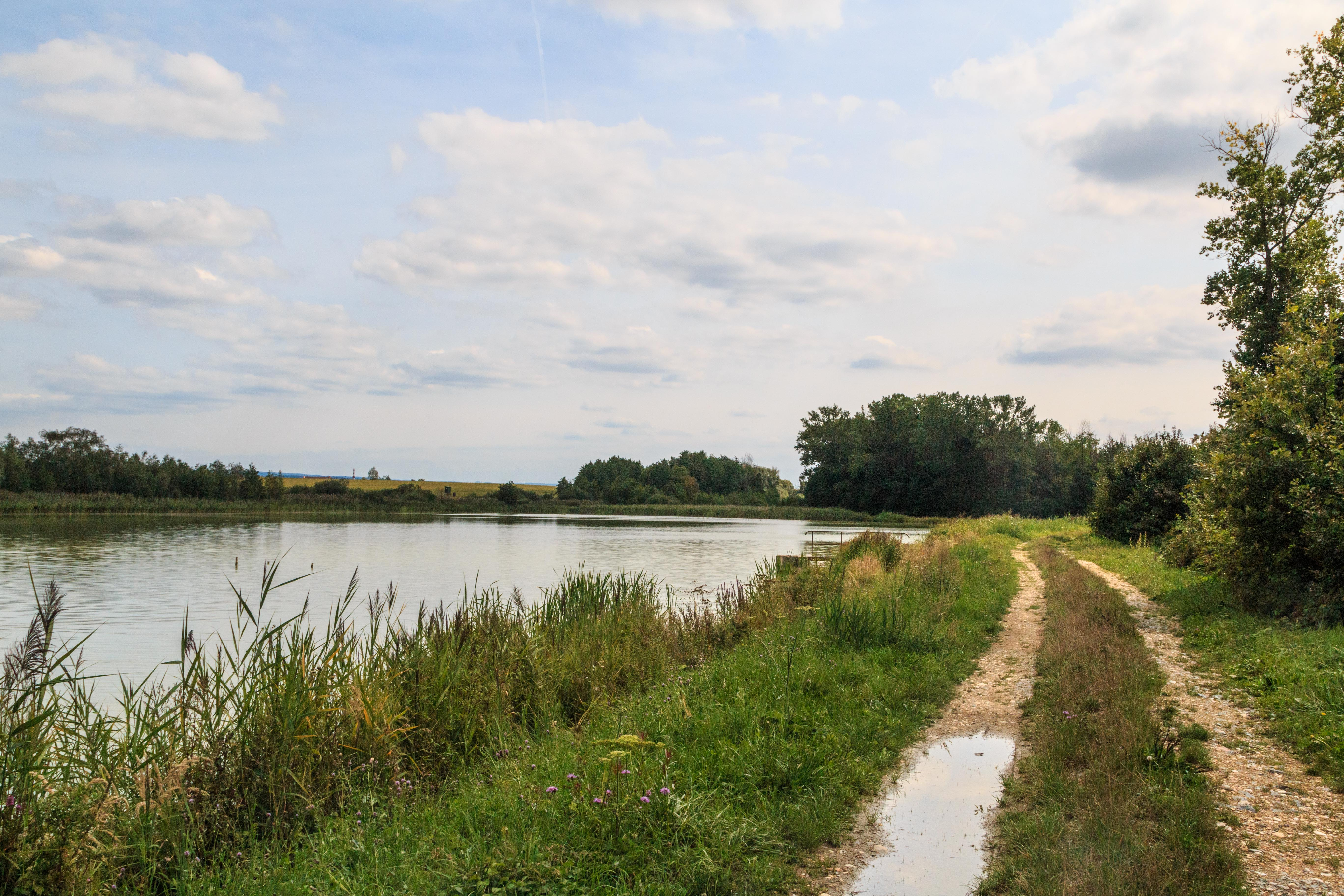
Pohled na Končinský rybník
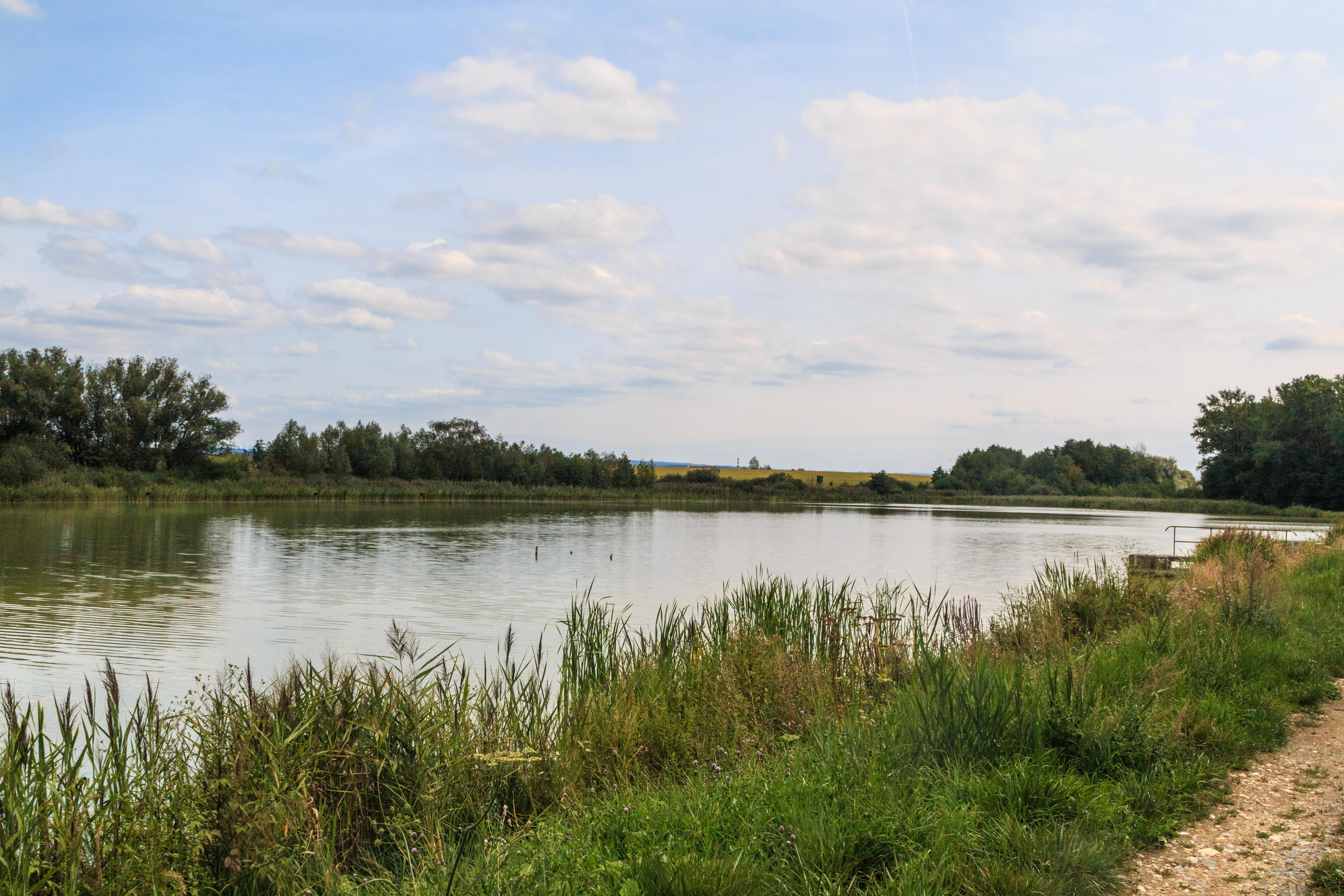
Pohled na Končinský rybník
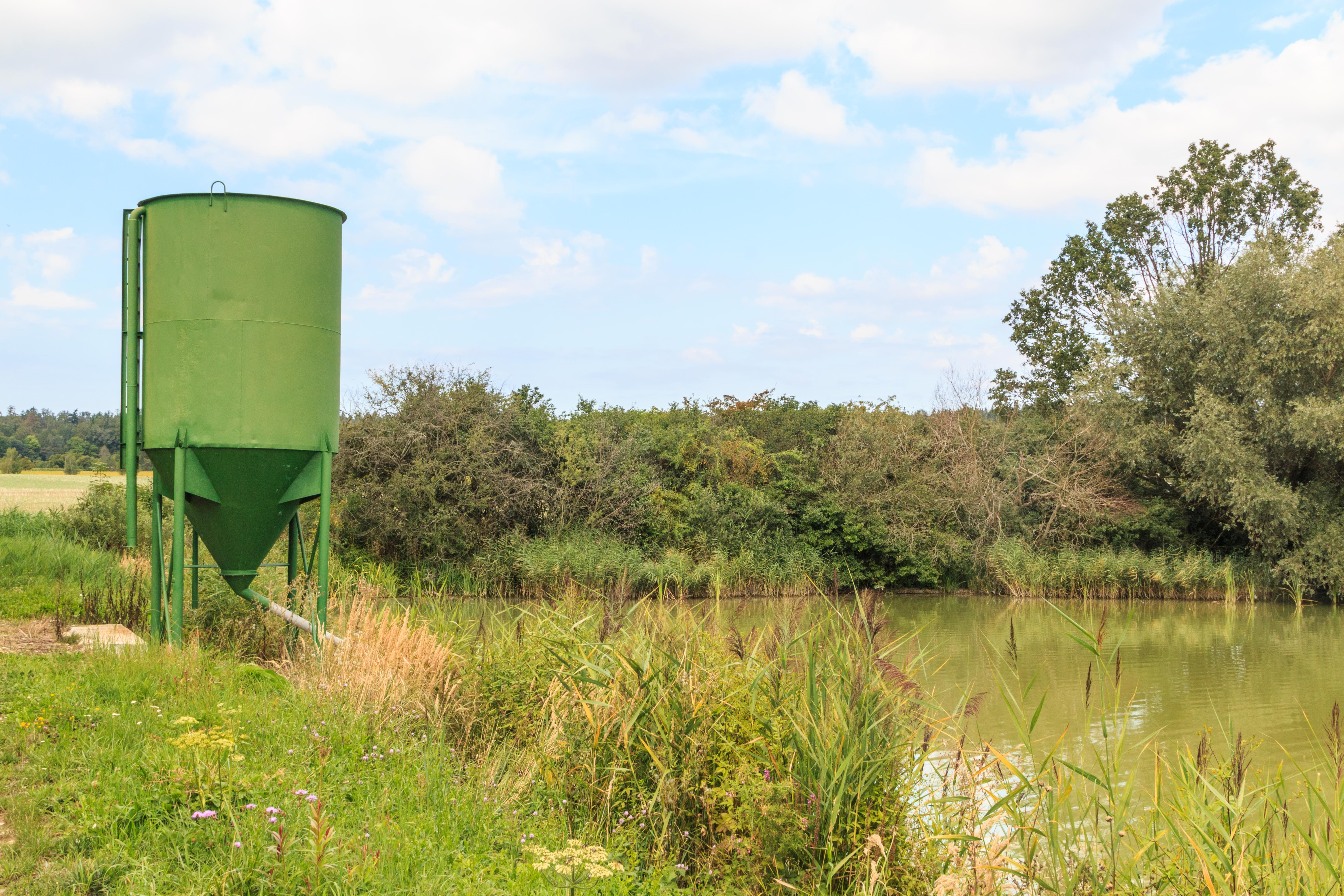
Pohled na Končinský rybník
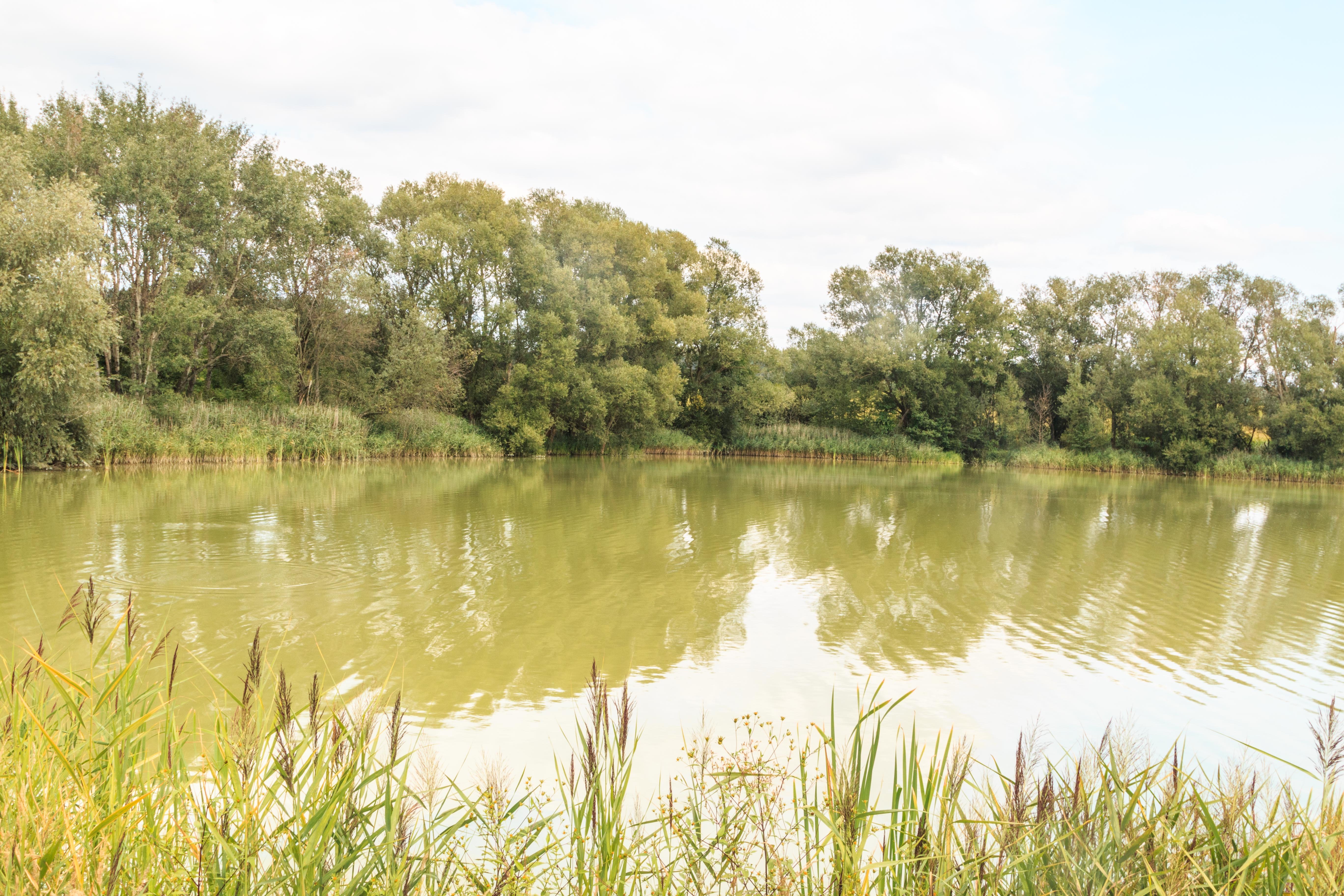
Pohled na Končinský rybník